# Dharchula
Dharchula – miasto w północnych Indiach w stanie Uttarakhand, na pogórzu Himalajów Wysokich.
Populacja miasta w 2001 roku wynosiła 6424 mieszkańców.